# Tibellus shikerpurensis
Tibellus shikerpurensis es una especie de araña cangrejo del género Tibellus, familia Philodromidae. Fue descrita científicamente por Biswas & Raychaudhuri en 2003.

## Distribución
Esta especie se encuentra en Bangladés.